# 維亞佐瓦 (克拉斯諾庫特西克區)
49°52′55″N 35°6′51″E / 49.88194°N 35.11417°E
弗亞佐瓦（烏克蘭語：В'язова）是位於烏克蘭東部的村莊，由哈爾科夫州博霍杜希夫區的克拉斯諾庫特斯克市鎮負責管轄。該村始建於1775年，面積2.13平方公里，海拔高度130米，2001年人口611，人口密度每平方公里286.32人。